# Agnes Mary Frances Robinson

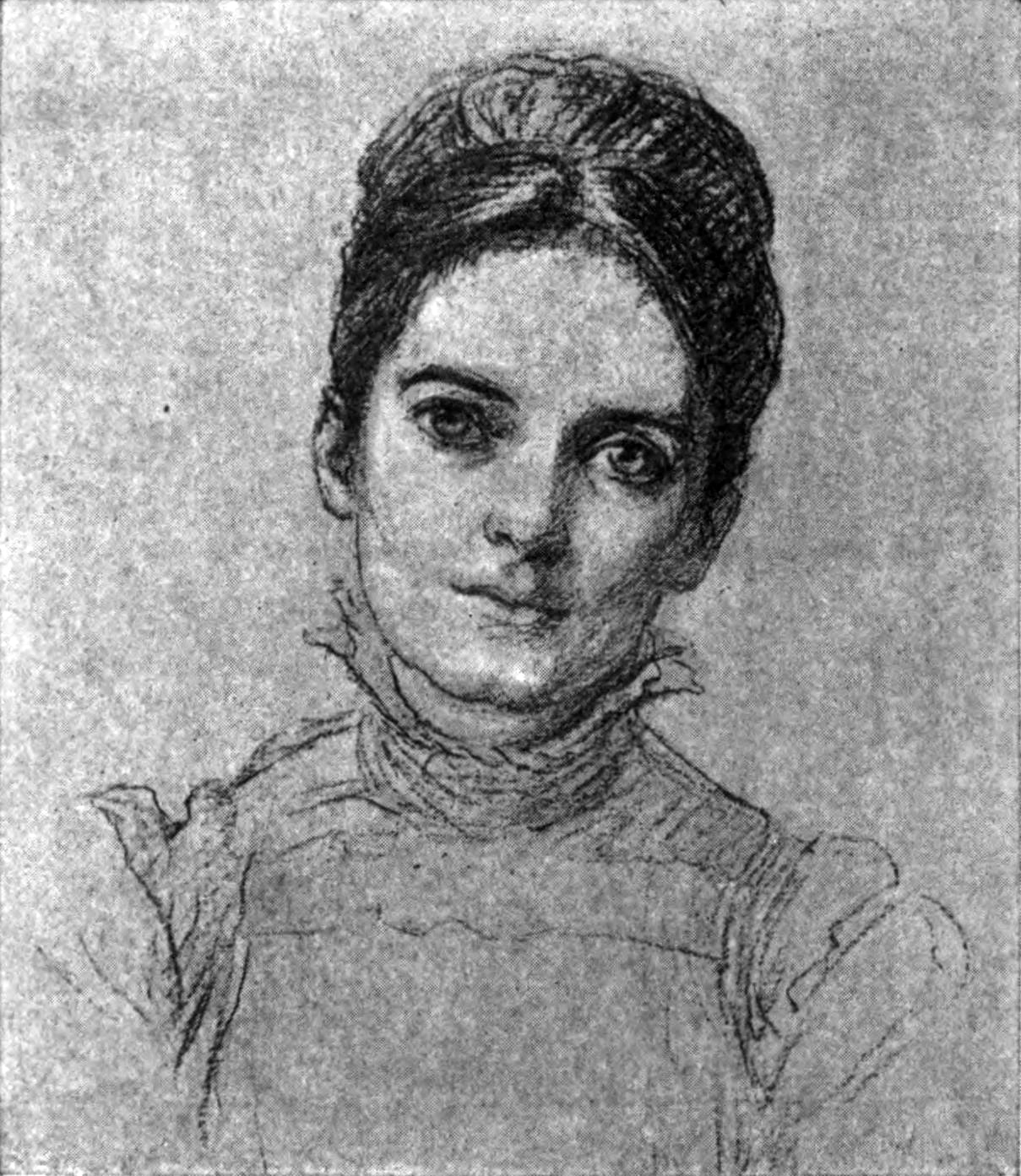
Porträt von Agnes Mary Frances Duclaux, geborene Robinson (1902)

Agnes Mary Frances Robinson, in erster Ehe verheiratete Agnes-Marie-François Darmesteter, in zweiter Ehe Duclaux (* 27. Februar 1857 in Leamington Spa; † 9. Februar 1944 in Aurillac), war eine britische Dichterin, Schriftstellerin, Essayistin, Literaturkritikerin und Übersetzerin.

## Leben
Agnes Mary Frances Robinson wurde als älteste Tochter des wohlhabenden Architekten George Thomas Robinson (1828–1897) und seiner Frau Frances Sparrow (1831–1916) geboren. Nach einigen Jahren zog die Familie um, um Teil der wachsenden Künstlergemeinschaft in London zu werden. Robinson und ihre jüngere Schwester, Frances Mabel Robinson, wurden von Gouvernanten und in Brüssel unterrichtet, bis sie ein Jahr lang das University College London besuchten. Das Haus der Robinsons wurde zu einem Ort, an dem sich Maler und Schriftsteller der präraffaelitischen Bewegung wie William Michael Rossetti, William Morris, William Holman Hunt, Edward Burne-Jones, James McNeill Whistler, Arthur Symons, Ford Madox Brown und Mathilde Blind trafen und eine Gemeinschaft von Künstlern pflegten.
Im Jahr 1876 lernte Robinson John Addington Symonds kennen, der sie zu Beginn ihrer schriftstellerischen Tätigkeit literarisch beriet. Robinsons erster Gedichtband A Handful of Honeysuckle („Eine Handvoll Geißblatt“) erschien 1878 und hatte großen Erfolg. Im Jahr 1880 reiste die Familie nach Italien, wo Robinson Violet Paget kennenlernte. Mit ihr hatte Robinson eine intime Beziehung. Die beiden reisten acht Jahre lang zwischen England, Frankreich und Italien hin und her, bis sich Robinson in Paris mit Darmesteter verheiratete. Lee brach nach der anfänglichen Heiratsankündigung zusammen, und obwohl sie sich nie ganz davon erholte, erneuerte sie ihre Freundschaft noch einmal durch Briefe und einige Besuche in Paris. In der Bibliothèque nationale in Paris sind noch 1.253 Folioseiten mit Briefen zwischen Lee und Robinson erhalten, von denen 1.100 Seiten aus den Jahren 1880–1887 stammen, also vor Robinsons Heirat mit Darmesteter. Die Briefe enthalten intime Ausdrücke, die die romantische Verbindung zwischen den beiden Frauen belegen.
In den 1880er Jahren veröffentlichte Robinson fast jedes Jahr einen Gedichtband sowie ihren einzigen Roman Arden. Die meiste Bekanntheit erlangte sie durch ihre Lyrik. Im Jahr 1888 heiratete Robinson James Darmesteter, einen jüdischen Professor am Collège de France, und zog nach Paris. Darmesteter übersetzte während ihrer Ehe viele von Robinsons Werken ins Französische, und Robinson verbesserte ihr eigenes Französisch, wo sie schließlich ihr erstes Originalwerk auf Französisch, Marguerites du Temps Passé, veröffentlichte. Während ihres Aufenthalts in Paris engagierten sich Robinson und ihr Mann in der Pariser Literaturgesellschaft, zu der auch Hippolyte Taine, Ernest Renan und Gaston Paris gehörten. Nach kurzen sechs Ehejahren starb Darmesteter am 19. Oktober 1894 an einer kurzen Krankheit und ließ Robinson im Alter von 38 Jahren verwitwet zurück. Robinson blieb nach Darmesteters Tod in Frankreich und schrieb Artikel für die Revue de Paris, übersetzte das Werk ihres verstorbenen Mannes und recherchierte für eine Biografie, die sie über Ernest Renan schrieb.
Robinson brachte sich auch in die wissenschaftliche Gemeinschaft Frankreichs ein und heiratete 1902 in zweiter Ehe  Émile Duclaux, einen Schüler von Louis Pasteur. Robinson beteiligte sich an Duclaux' wissenschaftlichen Studien und unterstützte ihn bei seinen Schriften. Nach dem Tod von Duclaux im Jahr 1904 vertiefte Robinson ihre Kenntnisse über Frankreich und das französische Leben und lebte mit ihren Stiefkindern in der Auvergne und in Paris. In den nächsten 20 Jahren schrieb Robinson Biografien über prominente Künstler, Literaturkritiken und Gedichtbände. Als 1939 der Krieg ausbrach, brachten ihre Stiefkinder Robinson und ihre Schwester Mabel in ein Versteck in Aurillac, wo sie in Sicherheit war und französische und englische Gedichte schrieb. Im Jahr 1943 unterzog sich Robinson einer Operation zur Entfernung eines doppelten Grauen Stars aus ihren Augen, starb aber vier Monate später. Sie wurde in Aurillac beigesetzt.

## Werk
Robinson schrieb Hunderte von Gedichten und Balladen, die in vielen verschiedenen Zeitschriften und Büchern veröffentlicht wurden. Robinson veröffentlichte Bücher mit ihren eigenen gesammelten Werken sowohl in englischer als auch in französischer Sprache und schrieb auch die erste vollständige Biografie von Emily Brontë, die positive Kritiken erhielt. Robinsons Gedichte und Lyrik wurden größtenteils als Teil der intellektuellen Bewegung des Ästhetizismus betrachtet. Diese Bewegung spiegelt die Bedeutung der Poesie als schön und ohne tiefere Bedeutung wider. Im Jahr 1902 veröffentlichte Robinson Collected Poems, lyrical and narrative, die ein kurzes Vorwort zum Thema Poesie und Autorenschaft enthielten. Obwohl Robinson anmerkt, dass Poesie am eigenen Limit oder  im „Extremen“ geschrieben werden sollte, räumt sie ein, dass die Gedichtsammlung über einen Zeitraum von 23 Jahren geschrieben wurde und „neu überdacht“, „überarbeitet“ oder „neu geschrieben“ wurde. Sie akzeptiert, dass Dichter in der Gegenwart nicht nach Anerkennung suchen sollten, aber may find an audience to-morrow, und sieht sich im Vergleich zu großen Dichtern wie Byron, Hugo und Keats an.
Robinson war stolz darauf, eine weniger bekannte Dichterin zu sein, die trotzdem ernsthafte Werke schaffen kann. Sie formulierte: „We cannot all be great poets; but the humblest, if they be sincere, may give a genuine pleasure.“ Robinson schreibt aus dem, was sie sieht und weiß, und ihre ästhetische Lyrik bildet ab, wie sie kommentierte, „[t]hat life has been an Ode, of which these pages are the scattered fragments“.
Robinsons umstrittenste Gedichtsammlung zu ihren Lebzeiten war The New Arcadia. Diese Gedichtsammlung erzählt die Geschichten einer Reihe von Personen, die im ländlichen England leben. Die Gedichte versuchten, das Bewusstsein für die ländliche Armut zu schärfen, die durch die landwirtschaftliche Depression der 1870er Jahre verursacht wurde. Robinson untersuchte mit Lee, wie Poesie beim Leser Mitgefühl und Verständnis hervorrufen könnten.
Werkliste
- A Handful of Honeysuckle (1878)
- The Crowned Hippolytus (1881)
- Arden (1883)
- Emily Brontë (1883)
- The New Arcadia and Other Poems (1884)
- An Italian Garden (1886)
- Margaret of Angoulême, Queen of Navarre (1886) (England)
- Margaret of Angoulême, Queen of Navarre (1887) (America)
- Poésies (1888) (translated to French by Darmesteter)
- Songs, Ballads and a Garden Play (1888)
- The End of the Middle Ages (1889)
- The New Arcadia (1890)
- Lyrics Selected from the Works of A. Mary. F. Robinson (1891) (translated to French by Darmesteter)
- Marguerites du Temps Passé (1892)
- Retrospect and Other Poems (1893)
- Froissart (1894) (French)
- Froissart (1895) (translated to English by E.F. Poynter)
- An Italian Garden (1897)
- A Medieval Garland (1897) (translated to English by Mary Tomlinson)
- The Life of Ernest Renan (1898) (English)
- La Vie de Ernest Renan (1898) (French)
- La Reine de Navarre, Marguerite d’Angoulême (1900) (translated to French by Pierre Mercieux)
- Grands Écrivains d’Outre-Manche (1901) (French)
- Collected Poems, Lyrical and Narrative (1902)
- The Fields of France (1903)
- The Return to Nature (1904)
- The Fields of France: extended (1905)
- La Vie de Émile Duclaux (1906)
- Songs from an Italian Garden (1908)
- The French Procession, a pageant of great writers (1909)
- The French Ideal, Pascal, Fénelon and other essays (1911)
- A Short History of France from Caesar’s Invasion to the Battle of Waterloo (1918)
- Twentieth Century French Writers (1919)
- Victor Hugo (1921)
- Images and Meditations, A book of poems (1923)
- The Life of Racine (1925)
- Victor Hugo (1925) (French)
- Portrait of Pascal (1927)